# Mughiphantes baebleri
Mughiphantes baebleri là một loài nhện trong họ Linyphiidae.
Loài này thuộc chi Mughiphantes. Mughiphantes baebleri được Roger de Lessert miêu tả năm 1910.